# Albumy numer jeden w roku 1955 (USA)
Lista najlepiej sprzedających się albumów w Stanach Zjednoczonych w 1955 tworzona przez magazyn Billboard.

## Historia notowania
| Data publikacji | Album                      | Artysta                     |
| --------------- | -------------------------- | --------------------------- |
| 1 stycznia      | The Student Prince         | Mario Lanza                 |
| 8 stycznia      | The Student Prince         | Mario Lanza                 |
| 15 stycznia     | The Student Prince         | Mario Lanza                 |
| 22 stycznia     | The Student Prince         | Mario Lanza                 |
| 29 stycznia     | The Student Prince         | Mario Lanza                 |
| 5 lutego        | The Student Prince         | Mario Lanza                 |
| 12 lutego       | The Student Prince         | Mario Lanza                 |
| 19 lutego       | The Student Prince         | Mario Lanza                 |
| 26 lutego       | The Student Prince         | Mario Lanza                 |
| 5 marca         | Music, Martinis & Memories | Jackie Gleason              |
| 12 marca        | Music, Martinis & Memories | Jackie Gleason              |
| 19 marca        | The Student Prince         | Mario Lanza                 |
| 26 marca        | The Student Prince         | Mario Lanza                 |
| 2 kwietnia      | The Student Prince         | Mario Lanza                 |
| 9 kwietnia      | The Student Prince         | Mario Lanza                 |
| 16 kwietnia     | The Student Prince         | Mario Lanza                 |
| 23 kwietnia     | The Student Prince         | Mario Lanza                 |
| 30 kwietnia     | The Student Prince         | Mario Lanza                 |
| 7 maja          | The Student Prince         | Mario Lanza                 |
| 14 maja         | The Student Prince         | Mario Lanza                 |
| 21 maja         | The Student Prince         | Mario Lanza                 |
| 28 maja         | Crazy Otto                 | Crazy Otto                  |
| 4 czerwca       | Crazy Otto                 | Crazy Otto                  |
| 11 czerwca      | Starring Sammy Davis Jr.   | Sammy Davis Jr.             |
| 18 czerwca      | Starring Sammy Davis Jr.   | Sammy Davis Jr.             |
| 25 czerwca      | Starring Sammy Davis Jr.   | Sammy Davis Jr.             |
| 2 lipca         | Starring Sammy Davis Jr.   | Sammy Davis Jr.             |
| 9 lipca         | Starring Sammy Davis Jr.   | Sammy Davis Jr.             |
| 16 lipca        | Starring Sammy Davis Jr.   | Sammy Davis Jr.             |
| 23 lipca        | Lonesome Echo              | Jackie Gleason              |
| 30 lipca        | Lonesome Echo              | Jackie Gleason              |
| 6 sierpnia      | Love Me or Leave Me        | Doris Day/Ścieżka dźwiękowa |
| 13 sierpnia     | Love Me or Leave Me        | Doris Day/Ścieżka dźwiękowa |
| 20 sierpnia     | Love Me or Leave Me        | Doris Day/Ścieżka dźwiękowa |
| 27 sierpnia     | Love Me or Leave Me        | Doris Day/Ścieżka dźwiękowa |
| 3 września      | Love Me or Leave Me        | Doris Day/Ścieżka dźwiękowa |
| 10 września     | Love Me or Leave Me        | Doris Day/Ścieżka dźwiękowa |
| 17 września     | Love Me or Leave Me        | Doris Day/Ścieżka dźwiękowa |
| 24 września     | Love Me or Leave Me        | Doris Day/Ścieżka dźwiękowa |
| 1 października  | Love Me or Leave Me        | Doris Day/Ścieżka dźwiękowa |
| 8 października  | Love Me or Leave Me        | Doris Day/Ścieżka dźwiękowa |
| 15 października | Love Me or Leave Me        | Doris Day/Ścieżka dźwiękowa |
| 22 października | Love Me or Leave Me        | Doris Day/Ścieżka dźwiękowa |
| 29 października | Love Me or Leave Me        | Doris Day/Ścieżka dźwiękowa |
| 5 listopada     | Love Me or Leave Me        | Doris Day/Ścieżka dźwiękowa |
| 12 listopada    | Love Me or Leave Me        | Doris Day/Ścieżka dźwiękowa |
| 19 listopada    | Love Me or Leave Me        | Doris Day/Ścieżka dźwiękowa |
| 26 listopada    | Love Me or Leave Me        | Doris Day/Ścieżka dźwiękowa |
| 3 grudnia       | Love Me or Leave Me        | Doris Day/Ścieżka dźwiękowa |
| 10 grudnia      | Love Me or Leave Me        | Doris Day/Ścieżka dźwiękowa |
| 17 grudnia      | Love Me or Leave Me        | Doris Day/Ścieżka dźwiękowa |
| 24 grudnia      | Love Me or Leave Me        | Doris Day/Ścieżka dźwiękowa |
| 31 grudnia      | Love Me or Leave Me        | Doris Day/Ścieżka dźwiękowa |